# Axonopus paschalis
Axonopus paschalis är en gräsart som först beskrevs av Otto Stapf, och fick sitt nu gällande namn av Pilg.. Axonopus paschalis ingår i släktet Axonopus och familjen gräs. Inga underarter finns listade i Catalogue of Life.